# Upplands runinskrifter 183
Upplands runinskrifter 183 är ett vikingatida runstensfragment av sandsten i Össeby ödekyrka, Össeby-Garns socken och Vallentuna kommun.
Stenen fanns förut i dörren till Össeby ödekyrka. Ingången till denna rasade och golvet blev täckt av från tornet nedfallna stenmassor. Fragmentet var därför länge försvunnet men återfanns 1971. Stenen förvaras på SHM. Sammanlagt cirka 15 runstensfragment påträffades på platsen år 1970–1973.

## Inskriften
Translitterering av runraden:
... ...rki · eftiʀ · inkihualt · sun · si(n) ...-kun--...
Normalisering till runsvenska:
... [mæ]rki æftiʀ Ingivald, sun sinn ...
Översättning till nusvenska:
...  minnesmärke  efter  Ingevald,  sin  son  ...
Ingivaldr är ett i runinskrifterna sällsynt namn. Det är endast känt från U 296, U 306, U 311, U 879, Sö 64(?) och Ög 66.